# رودولفو د یونگ
رودولفو د یونگ (انگلیسی: Rodolfo De Jonge؛ زادهٔ ۱۹۰۹) بازیکن فوتبال اهل آرژانتین است.
وی همچنین در تیم ملی فوتبال آرژانتین بازی کرده‌است.